# Izvor (Lipkovo)
Izvor (macedónul: Извор, albánul Izvori) település Észak-Macedóniában, a Északkeleti körzetben, Lipkovo községben.

## Népesség
- 2002-ben 4 lakosa volt, akik mindannyian albánok.

| Lakosok száma | 304  | 296  | 354  | 293  | 86   |      | 30   | 4    | 20   |
|               | 1948 | 1953 | 1961 | 1971 | 1981 | 1991 | 1994 | 2002 | 2021 |